# 侯杰昌
侯杰昌（1937年11月—2020年8月7日），中国广东省梅县人。曾任武汉大学校长、武汉大学党委书记等职务。空间物理学家。

## 简历
1956年进入武汉大学物理系学习，1964年12月研究生毕业后在武大任职。　　
侯杰昌于上世纪六七十年代多次参加了中国核效应试验；参与撰写出版了中国核试验技术十年资料分析、总结；主持研制成功了FXZ实时选频系统，为探测核爆炸电离层效应获得了珍贵的数据资料，为中国核武器和核试验技术的发展做出了应有贡献。上世纪八十年代中期，主持研制了中国第一部高频海洋雷达，开创了中国无线电海洋遥感新事业。“海态监测分析雷达”于1994年通过国家技术鉴定，“高频地波雷达海洋环境监测技术”于1997年被列为国家863计划海洋领域重大课题。
1996年10月接任退休的陶德麟教授，继任武汉大学校长。2003年7月退休，继承者为刘经南院士。在任武汉大学校长期间，武汉大学和武汉水利电力大学、武汉测绘科技大学以及湖北医科大学合并成新武汉大学，武汉大学进行了学分制、双学位制、研究生与导师互选制、教学工作校长负责制等改革，设立了旨在鼓励学生创新的学术创新基金和近百项各类学科奖学金。2010年退休。
2020年8月7日凌晨去世。

## 学术成果
公开发表论文250余篇。出版和翻译著作10多部。

## 荣誉
先后获国家教委科技进步一等奖、国家自然科学三等奖、国家科委进步二等奖。1998年被评为全国模范教师。